# Giovanni Giacomo Grimaldi
Il Serenissimo Giovanni Giacomo Grimaldi (Genova, 1705 – Padova, 1777) fu il 164º doge della Repubblica di Genova.

## Biografia

Stemma nobiliare dei Grimaldi

Nacque probabilmente a Genova nel 1705, ma la sua gioventù e adolescenza la trascorse in giro per l'Europa per apprendere le arti militari; soggiornò a lungo presso la corte imperiale di Vienna e in quella dogale a Venezia. Tornato nella capitale genovese per ricoprire un incarico al magistrato di Guerra, nel luglio del 1751 fu dalla Repubblica di Genova inviato nella colonia di Corsica dove oramai stabilmente l'esercito francese, al fianco di quello genovese, aveva sconfitto le truppe austro-sarde.
Designato del grado di commissario generale, Giovanni Giacomo Grimaldi mise poco a capire le reali intenzioni della Francia che già stava avviando trattative con il capo dei Corsi - Giovanni Pietro Gaffori - per una cessione e semi indipendenza dell'isola dall'orbita genovese. Ottenne quindi il ritiro delle truppe d'Oltralpe e l'arresto del generale francese presente sull'isola, il marchese di Cursay. Il successivo assassinio del Gaffori, che venne ucciso durante le trattative con i Genovesi per mano di un tal Domenico Antonietti di Corte, inasprì ancor di più la ribellione della popolazione corsa verso la Repubblica che, per rappresentanza del suo commissario generale Grimaldi, spalleggiò l'omicidio e premiò l'assassino elargendo un compenso annuo di 400 lire genovesi. Un nuovo scontro tra Giovanni Giacomo Grimaldi e il vescovo di Bastia portò all'allontanamento del primo nel corso dell'agosto 1755.
Dalla Corsica si trasferì a Monza, città della Brianza che lasciò nell'estate del 1756 per l'avvenuta nomina a doge nelle elezioni del Gran Consiglio del 22 giugno: la centodiciannovesima in successione biennale e la centosessantaquattresima nella storia repubblicana.
Del suo mandato biennale è ricordata una sontuosa festa per il Carnevale nelle sale del palazzo Ducale che, se pur nelle buone intenzioni del doge Grimaldi intendeva ricalcare quanto visto e vissuto durante i suoi soggiorni a Vienna e nella città lagunare, scatenò invece polemiche ed invidie nei vari ambienti nobiliari e cittadini.
Terminata la carica il 22 giugno 1758 l'ex doge si trasferì dapprima in Corsica e, dopo aver assistito ai vari scenari che definitivamente allontaneranno l'isola da Genova in favore dei Francesi, riparò nuovamente a Venezia.
Celibe e senza prole Giovanni Giacomo Grimaldi morì nel corso del 1777 a Padova, dove trovò sepoltura e lasciò in beneficenza ogni suo avere. 
Compare in modo prominente nell'episodio 17, capitolo IV, di "Storia della mia vita" di Casanova.